# Le Lotus rose
Le Lotus rose (El loto rosa dans sa version originale) est un album apocryphe des Aventures de Tintin rédigé par le dessinateur espagnol Antonio Altaribba et publié en décembre 2007.
L'histoire met en scène un Tintin trentenaire à la vie dissolue, devenu journaliste de presse people. On y apprend par ailleurs que le capitaine Haddock a sombré dans l'alcoolisme et que le professeur Tournesol a été interné dans un hôpital psychiatrique.
Cet album n'a pas été du goût de la société Moulinsart SA, gestionnaire des droits sur l'œuvre d'Hergé, qui en a obtenu l'interdiction de la réimpression par une décision de la justice espagnole.

## Source
- Diane Cambon, « Le succès espagnol d'un «Tintin» interdit », Le Figaro,‎ 20 août 2008 (lire en ligne)